# Edgar Hayes
Pour les articles homonymes, voir Hayes.
Edgar Junius Hayes né le 23 mai 1904 à Lexington (Kentucky), mort le 28 juin 1979 à San Bernardino (Californie) est un pianiste, compositeur et chef d'orchestre de jazz américain.

## Carrière
Il débute à 18 ans avec Fess Williams, les blue grass buddies. Il se produit à New York de 1927 à 1930 avec son groupe les Symphonic harmonists. En 1931 il devient le pianiste et arrangeur de l'orchestre de Jimmy Ferguson le Mills blue rhythm band ensuite dirigé par Lucky Millinder. En 1937 il fonde un orchestre avec Kenny Clarke à la batterie. Il fait une tournée en Europe en 1938. Edgar Hayes retourne aux États-Unis en 1942 où il se produit jusqu'en 1953 avec des petits orchestres surtout en Californie notamment au Somerset House à Riverside. À partir de 1954, il joue en solo notamment à San Bernardino, Tustin, Newport Beach.

## discographie
- Mills blue rhythm band the chronological vol.660 1931 Classics
- Mills blue rhythm band the chronological vol.676 1931-1932 Classics
- Mills blue rhythm band the chronological vol.686 1933-1934 Classics
- Mills blue rhythm band the chronological vol.710 1934-1936 Classics
- Edgar Hayes the chronological vol.730 1937-1938 Classics

## Source
André Clergeat, Philippe Carles Bouquins/Laffont 1990 p.448